# Trevor Linden
Trevor John Linden (*11. duben 1970, Medicine Hat, Alberta, Kanada) je bývalý kanadský hokejový útočník.

## Hráčská kariéra
Po začátcích v juniorských kategoriích v rodném Medicine Hat si urostlého útočníka, který nastupoval ve středu formace, případně na pravém křídle, vybral v Entry Draftu v roce 1988 jako svoji první volbu a druhého hráče celek Vancouver Canucks. Hned v první sezóně se Linden stal uznávaným hráčem jednak pro své hokejové schopnosti, když patřil k nejlepším hráčům týmu (ve volbě nejlepšího nováčka sezóny 1988–1989 (Calder Trophy) skončil druhý za Brianem Leetchem), tak také pro své vystupování a vůdcovské schopnosti. Hned v první sezóně také začal nosit asistenské „A“, které v roce 1991 (ve věku 21 let) vyměnil za kapitánské „C“, které ve Vancouveru nosil na hrudi do roku 1997, kdy jej převzal Mark Messier. V roce 1998 Linden změnil tým, když byl vyměněn do celku New York Islanders, kde strávil necelé dva roky, posléze putoval do Montrealu k místním Canadiens (1999–2001), aby se poté přes Washington Capitals (2001–2002) vrátil zpět do Vancouveru. Po sezóně 2007–08 ukončil profesionální hráčskou kariéru.
Od roku 1998 do léta 2006 stál v čele hráčské asociace NHLPA jako respektovaná osobnost mezi hráči i funkcionáři, v roce 1998 založil nadaci Trevor Linden Foundation pro podporu mládežnického hokeje.
Kanadu reprezentoval na několika Mistrovstvích světa, Světovém poháru 1996 a na OH v Naganu v roce 1998, kde mimo jiné vstřelil vyrovnávací branku v semifinálovém zápase proti ČR v zápase, který čeští hokejisté vyhráli 2:1 po nájezdech.
V NHL nastoupil ve více než 1 200 utkání (z toho více než 1 000 za Vancouver), zaznamenal přes 800 bodů a drží mnohé týmové rekordy v mužstvu Cannucks. Kariéru ukončil po 19 sezonách v NHL dne 11. června 2008, přesně dvacet let poté, kdy byl draftován.

## Ocenění a úspěchy

### Kanada
- 2003 Řád Britské Kolumbie
- 2010 Řád Kanady

### NHL
- 1989 NHL All-Rookie Team
- 1997 King Clancy Memorial Trophy
- 2008 NHL Foundation Player Award

### WHL a CHL
- 1988 WHL východ druhý All-Star tým
- 1988 turnaj v Memorial Cup All-Star tým
- 2009 Alumni Achievement Awards – Professional Hockey Achievement

### Klubové ocenění Vancouver Canucks
- 1989 Molson Cup
- 1989 Cyclone Taylor Award
- 1989 Nejzajímavější hráč
- 1991 Molson Cup
- 1991 Cyclone Taylor Award
- 1991 Cyrus H. McLean Trophy
- 1991 Nejzajímavější hráč
- 1992 Cyrus H. McLean Trophy
- 1996 Cyclone Taylor Award
- 1995 Cyclone Taylor Award
- Na jeho poctu byl dres s číslem 16 vyřazen

## Prvenství
- Debut v NHL – 6. října 1988 (Vancouver Canucks proti Winnipeg Jets)
- První asistence v NHL – 12. října 1988 (Edmonton Oilers proti Vancouver Canucks)
- První gól v NHL – 18. října 1988 (New York Islanders proti Vancouver Canucks, kanadskému brankáři Kelly Hrudey)
- První hattrick v NHL – 17. listopadu 1988 (Minnesota North Stars proti Vancouver Canucks)

## Klubové statistiky
| Sezóna       | Klub                | Soutěž       |      | Základní část | Základní část | Základní část | Základní část | Základní část |    | Play off | Play off | Play off | Play off | Play off |
| Sezóna       | Klub                | Soutěž       | Z    | G             | A             | B             | TM            | Z             | G  | A        | B        | TM       |          |          |
| 1985–86      | Medicine Hat Tigers | AMHL         | 40   | 14            | 22            | 36            | 14            | —             | —  | —        | —        | —        |          |          |
| 1985–86      | Medicine Hat Tigers | WHL          | 5    | 2             | 0             | 2             | 0             | 6             | 1  | 0        | 1        | 0        |          |          |
| 1986–87      | Medicine Hat Tigers | WHL          | 72   | 14            | 22            | 36            | 59            | 20            | 5  | 4        | 9        | 17       |          |          |
| 1987–88      | Medicine Hat Tigers | WHL          | 67   | 46            | 64            | 110           | 76            | 16            | 13 | 12       | 25       | 19       |          |          |
| 1988–89      | Vancouver Canucks   | NHL          | 80   | 30            | 29            | 59            | 41            | 7             | 3  | 4        | 7        | 8        |          |          |
| 1989–90      | Vancouver Canucks   | NHL          | 73   | 21            | 30            | 51            | 43            | —             | —  | —        | —        | —        |          |          |
| 1990–91      | Vancouver Canucks   | NHL          | 80   | 33            | 37            | 70            | 65            | 6             | 0  | 7        | 7        | 2        |          |          |
| 1991–92      | Vancouver Canucks   | NHL          | 80   | 31            | 44            | 75            | 101           | 13            | 4  | 8        | 12       | 6        |          |          |
| 1992–93      | Vancouver Canucks   | NHL          | 84   | 33            | 39            | 72            | 64            | 12            | 5  | 8        | 13       | 16       |          |          |
| 1993–94      | Vancouver Canucks   | NHL          | 84   | 32            | 29            | 61            | 73            | 24            | 12 | 13       | 25       | 18       |          |          |
| 1994–95      | Vancouver Canucks   | NHL          | 48   | 18            | 22            | 40            | 40            | 11            | 2  | 6        | 8        | 12       |          |          |
| 1995–96      | Vancouver Canucks   | NHL          | 82   | 33            | 47            | 80            | 42            | 6             | 4  | 4        | 8        | 6        |          |          |
| 1996–97      | Vancouver Canucks   | NHL          | 49   | 9             | 31            | 40            | 27            | —             | —  | —        | —        | —        |          |          |
| 1997–98      | Vancouver Canucks   | NHL          | 42   | 7             | 14            | 21            | 49            | —             | —  | —        | —        | —        |          |          |
| 1997–98      | New York Islanders  | NHL          | 25   | 10            | 7             | 17            | 33            | —             | —  | —        | —        | —        |          |          |
| 1998–99      | New York Islanders  | NHL          | 82   | 18            | 29            | 47            | 32            | —             | —  | —        | —        | —        |          |          |
| 1999–00      | Montreal Canadiens  | NHL          | 50   | 13            | 17            | 30            | 34            | —             | —  | —        | —        | —        |          |          |
| 2000–01      | Montreal Canadiens  | NHL          | 57   | 12            | 21            | 33            | 52            | —             | —  | —        | —        | —        |          |          |
| 2000–01      | Washington Capitals | NHL          | 12   | 3             | 1             | 4             | 8             | 6             | 0  | 4        | 4        | 14       |          |          |
| 2001–02      | Washington Capitals | NHL          | 16   | 1             | 2             | 3             | 6             | —             | —  | —        | —        | —        |          |          |
| 2001–02      | Vancouver Canucks   | NHL          | 64   | 12            | 22            | 34            | 65            | 6             | 1  | 4        | 5        | 0        |          |          |
| 2002–03      | Vancouver Canucks   | NHL          | 71   | 19            | 22            | 41            | 30            | 14            | 1  | 2        | 3        | 10       |          |          |
| 2003–04      | Vancouver Canucks   | NHL          | 82   | 14            | 22            | 36            | 26            | 7             | 0  | 0        | 0        | 6        |          |          |
| 2005–06      | Vancouver Canucks   | NHL          | 82   | 7             | 9             | 16            | 15            | —             | —  | —        | —        | —        |          |          |
| 2006–07      | Vancouver Canucks   | NHL          | 80   | 12            | 13            | 25            | 34            | 12            | 2  | 5        | 7        | 6        |          |          |
| 2007–08      | Vancouver Canucks   | NHL          | 59   | 7             | 5             | 12            | 15            | —             | —  | —        | —        | —        |          |          |
| Celkem v NHL | Celkem v NHL        | Celkem v NHL | 1382 | 375           | 492           | 867           | 895           | 124           | 34 | 65       | 99       | 104      |          |          |

## Reprezentace
| Rok                       | Tým                       | Soutěž                    | Z  | G | A | B  | TM |
| ------------------------- | ------------------------- | ------------------------- | -- | - | - | -- | -- |
| 1988                      | Kanada 20                 | MSJ                       | 7  | 1 | 0 | 1  | 0  |
| 1991                      | Kanada                    | MS                        | 10 | 1 | 4 | 5  | 4  |
| 1996                      | Kanada                    | SP                        | 8  | 1 | 1 | 2  | 0  |
| 1998                      | Kanada                    | OH                        | 6  | 1 | 0 | 1  | 10 |
| 1998                      | Kanada                    | MS                        | 6  | 1 | 4 | 5  | 4  |
| Seniorská kariéra celkově | Seniorská kariéra celkově | Seniorská kariéra celkově | 30 | 4 | 9 | 14 | 18 |